# Lac-Supérieur
Lac-Supérieur est une municipalité canadienne du Québec située dans la Municipalité régionale de comté Les Laurentides et la région administrative des Laurentides. 

## Toponymie
Érigée en 1881 sous le nom de Wolfe, elle a changé de nom en 1944 pour Saint-Faustin et est devenue Lac-Supérieur en 1957.

## Histoire
L'histoire de cette municipalité est directement liée au Curé Labelle et à son projet de colonisation des Laurentides. La municipalité connaît un certain essor grâce aux investissements massifs de la société Intrawest à Tremblant et dans les environs, soit à Mont-Tremblant

## Géographie
La rivière du Diable traverse la municipalité du nord au sud. À partir du lac Allen, dans le nord-est de la municipalité, la rivière Le Boulé coule vers le sud.
On compte de nombreux lacs dans cette municipalité, dont le lac Supérieur, le lac Quenouille, le lac Rossignol, le lac Français, le lac à l'Équerre (petit et grand), le lac à l'Ours et le lac Gauthier. 

## Démographie
| 1991 | 1996  | 2001  | 2006  | 2011  | 2016  | 2021  |
| ---- | ----- | ----- | ----- | ----- | ----- | ----- |
| 952  | 1 199 | 1 439 | 1 745 | 1 892 | 1 888 | 1 958 |

## Administration
Conseil 2021-2025
Maire : Steve Perreault.

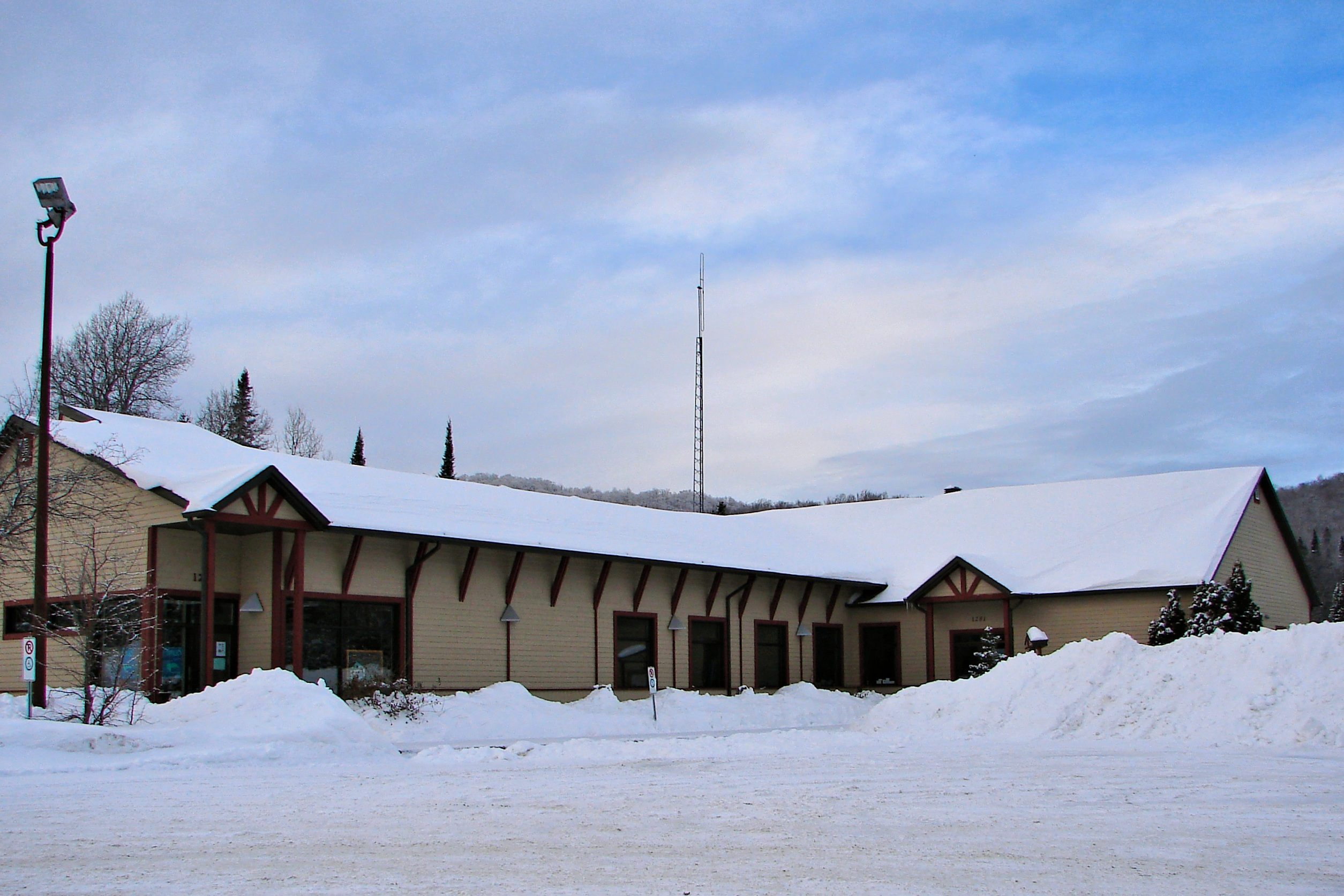
Hôtel de ville

Conseillers(ères) : Nancy Deschênes (district 1), Marcel Ladouceur (district 2), Simon Legault (district 3), Luce Baillargeon (district 4), Jennifer Pearson-Millar (district 5), Julie Racine (district 6).
Conseil 2017-2021
Maire : Steve Perreault.
Conseillers(ères) : Nancy Deschênes (district 1), Marcel Ladouceur (district 2), Simon Legault (district 3), Luce Baillargeon (district 4), Jennifer Pearson-Millar (district 5), Louis Demers (district 6).
Conseil 2013-2017
Maire : Danielle St Laurent.
Conseillers(ères) : Jean Marc Boivin (district 1), Jean Pominville (district 2), Luce Baillargeon (district 3), Ken Baker (district 4), Marcel Ladouceur (district 5), Steve Perreault (district 6).
Conseil 2009-2013
Maire : Danièle Lagarde
Conseillers(ères) : Marc Desjardins (district 1), Jean-Marc Boivin (district 2), Luce Baillargeon (district 3), Kenneth Baker (district 4), Danielle St-Laurent (district 5), Christian Roussel (district 6).
Les élections municipales se font en bloc et suivant un découpage de six districts.
| Lac-Supérieur Maires depuis 1957                                                                                     |                     |                      |          |
| Élection | Maire               | Qualité              | Résultat |
| 1957-1961 | Onésime Grenier     | Maire                |          |
| 1961-1965 | Omer Racine         | Maire                |          |
| 1965-1979 | Jules Lauzon        | Maire                |          |
| 1979-1985 | Bernard Campeau     | Maire                |          |
| 1985-1993 | André Desjardins    | Maire                |          |
| 1993-1997 | Bernard Campeau     | Maire                |          |
| 1997-2005 | Monique Grenier     | Mairesse             | Voir     |
| 2005-2007 | Gaétan Imbeau       | Maire                | Voir     |
| 2007-2009 | Robert Demarbre     | Maire                | Voir     |
| 2009-2013 | Danièle Lagarde     | Mairesse             | Voir     |
| 2013-2017 | Danielle St-Laurent | Mairesse             | Voir     |
| 2017 | Luce Baillargeon    | Mairesse par intérim | Voir     |
| 2017-2021 | Steve Perreault     | Maire                | Voir     |
| 2021-2025 | Steve Perreault     | Maire                | Voir     |
| Élection partielle en italique Depuis 2005, les élections sont simultanées dans toutes les municipalités québécoises |                     |                      |          |

## Éducation
La municipalité est desservie par la Centre Scolaire des Laurentides aux écoles francophones de Mont-Tremblant du Campus Primaire de Mont Tremblant (écoles : La Ribambelle, Fleurs Soleil, Tournesol, Trois-Saisons) et l'école alternative l'Odyssey. Au niveau secondaire c'est l'École Secondaire Curé Mercure. L'école anglophone Académie Sainte-Agathe à Sainte-Agathe-des-Monts, géré par la Commission scolaire Sir Wilfrid Laurier, servi a la ville (primaire et secondaire)